# Journées mondiales de la jeunesse 2023
Les Journées mondiales de la jeunesse 2023 sont la trente-septième édition des Journées mondiales de la jeunesse. L'événement, organisé par l'Église catholique, a lieu en août 2023 à Lisbonne, capitale du Portugal et regroupa environ 350 000 pèlerins et 20 000 volontaires pendant une semaine et jusqu'à 1,5 million de personnes lors de la messe de clôture.

## Organisation
Le lieu de l'événement avait été annoncé par le pape François et le cardinal Kevin Farrell à la fin de la messe de clôture des Journées mondiales de la jeunesse 2019 dans la ville de Panama au Panama. Elles étaient initialement prévues pour se dérouler dans l'année 2022, mais la pandémie de Covid-19 a contraint le Saint-Siège à les reporter à l'année suivante.
L'événement fut organisé par la Fundação JMJ Lisboa 2023 présidée par Mgr Américo Aguiar. Elle bénéficia d'aides de différents partenaires dont El Corte Inglés, Fedelidade et Pingo Doce. 
Le thème de l'édition 2023 fut « Marie se leva et partit en hâte » (Lc 1,39) et l'hymne portugais fut "Há Pressa no Ar", traduit en français en "D'un seul cœur".
Lors des JMJ, les jeunes participants ont pu bénéficier d'un accueil au sein des familles portugaises des paroisses d'accueil et dans les 1626 infrastructures publiques (gymnases, écoles) mises à disposition. Pour les repas, ils pouvaient les prendre au sein de restaurants partenaires, notamment ceux de Burger King et McDonald's.
Une application mobile "Lisboa 2023" développée par Bliss Applications fut mise en place pour permettre aux pèlerins de se rendre sur les différents lieux de rencontre et d'activités avec une carte et un agenda des événements.

## Déroulement
Après les « Journées dans les diocèses » du 26 au 31 juillet 2023, la messe d'ouverture de la semaine des JMJ à Lisbonne fut présidée par Mgr Manuel do Nascimento Clemente le 1er août 2023 et regroupa 300 000 participants au sein du parc Eduardo VII rebaptisé « Colline de la Rencontre » lors des JMJ. Le même jour, au matin, un temps des Français retransmis par KTO et eut lieu à Algés en présence de nombreux évêques ; il regroupa environ 40 000 pèlerins français, Gab et Zita chantèrent l'hymne français de l'événement "Tout le pays", le cardinal Jean-Marc Aveline, sœur Albertine et Mgr Robert Barron s'exprimèrent, on écouta des témoins, lu la Bible, fit un temp d'adoration du Saint-Sacrement et on diffusa le message d'encouragement d'Olivier Giroud.

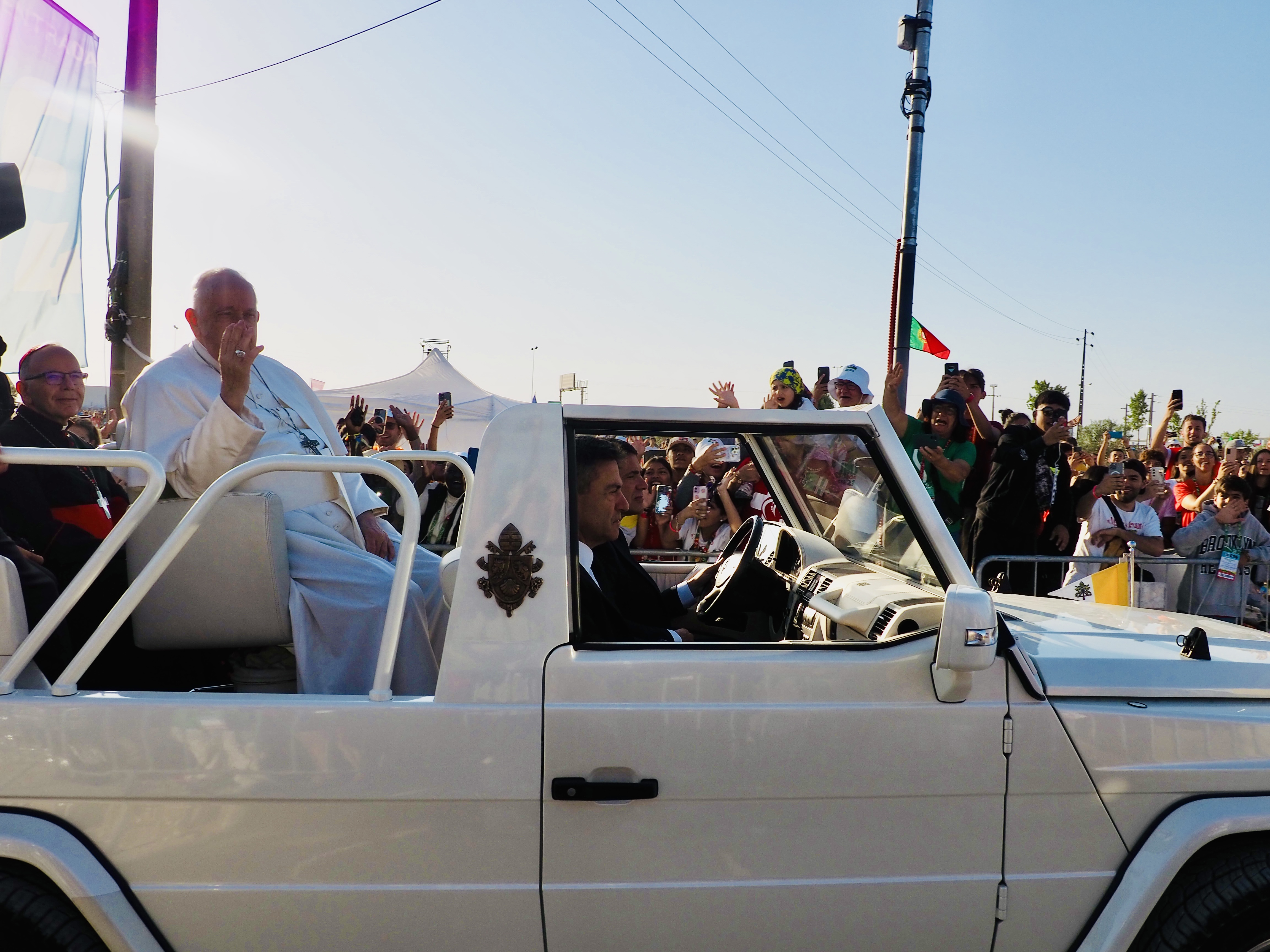
Le pape François en papamobile sur le Campo da Graçâ.

Le 2 août, le pape arrive au Portugal et rencontre les autorités civiles et religieuses. Il rencontre notamment le Président Marcelo Rebelo de Sousa, au Palais national de Belém.
La cérémonie d'accueil des participants à Lisbonne par le pape François a eu lieu au parc Eduardo VII le 3 août 2023 et regroupa 500 000 pèlerins du monde entier, le pape avait rencontré le matin même des jeunes pèlerins ukrainiens puis des étudiants et professeurs de l’Université Catholique Portugaise et ensuite des jeunes de Scholas Occurrentes à Cascais. Le lendemain, 4 août, un chemin de croix a eu lieu sur le même lieu.

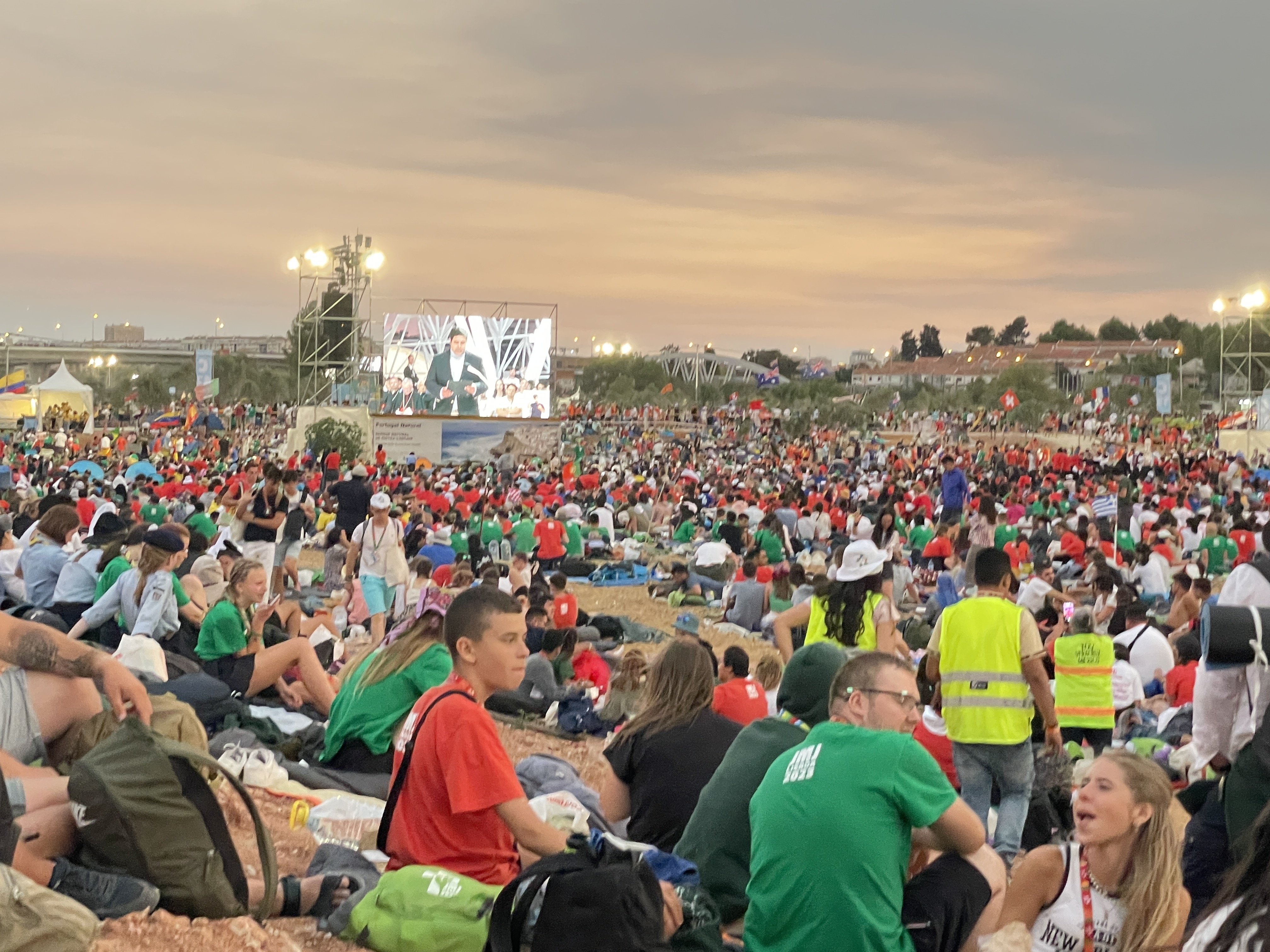
Foule lors de la veillée du samedi 5 août 2023 au parc Tage.

Les participants se sont réunis le samedi 5 août 2023 sur le Campo da Graça (parc Tage) où ils sont rejoint pour une veillée par le pape en papamobile après sa visite au sanctuaire de Fatima. Le 6 août 2023, les participants sont réveillés par la musique du prêtre DJ, Guilherme Peixoto faite notamment d'un remix du chant "Comment ne pas te louer". Un million et demi de participants sont décomptés lors de la messe finale célébrée par le pape François, au parc Tage, en bordure du fleuve Tage. Après la messe, le pape a rencontré les volontaires engagés lors des JMJ.

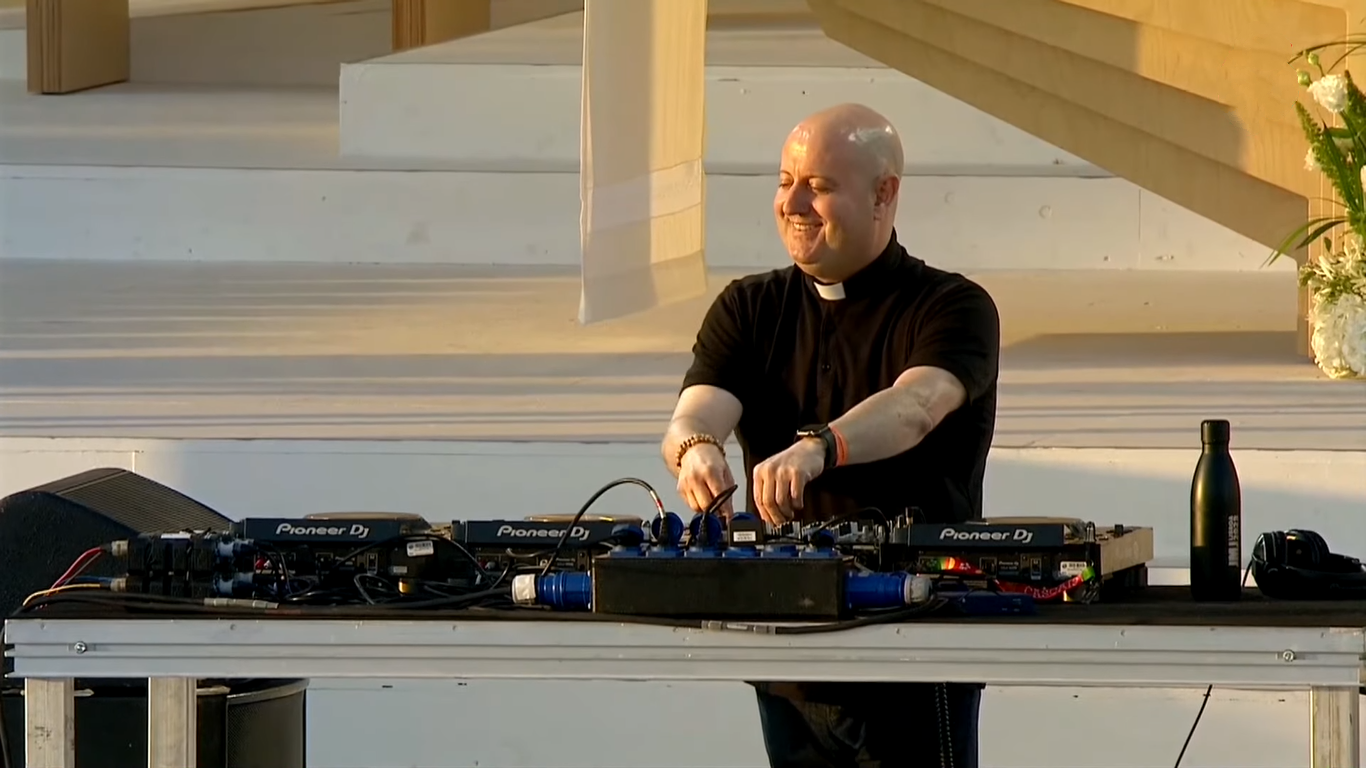
Padre Guilherme aux JMJ de 2023.

Durant toutes la semaine, différentes activités étaient proposés dans 90 lieux au sein de la ville de Lisbonne dans le cadre du "Festival de la Jeunesse" : concerts, films, expositions, conférences, sport, pièces de théâtre... On pouvait notamment retrouver des conférences sur Jean Paul II et Carlo Acutis, des expositions sur Mère Teresa ou saint Antoine de Padoue ainsi que des pièces de théâtres sur Thérèse de Lisieux ou sur Marcel Callo avec "Le Trésor de Marcel", proposée par le diocèse de Rennes à l'église du Sacré-Cœur de Jésus. De nombreuses reliques furent exposées lors de ces JMJ, notamment le crâne de saint Thomas, les reliques de saint Antoine de Padoue, de Marguerite-Marie Alacoque, de sainte Marie-Madeleine et de sainte Thèrese de Lisieux, le bouquet d'immortelles de Marcel Callo et l'anneau de Jeanne d'Arc.
Chaque matin, des moments de catéchèses, les rencontres « Rise Up » furent mises en place pour les jeunes afin d'évoquer le thème des JMJ ainsi que les thèmes de l'écologie intégrale, de l'amitié sociale et de la miséricorde. 

## Saints patrons
Les 13 patrons des Journées mondiales de la jeunesse 2023 sont :
- Saint Jean Paul II (pape)
- Saint Jean Bosco (prêtre et fondateur de la congrégation salésienne)
- Saint Vincent de Saragosse (laïc, diacre et martyr)
- Saint Antoine de Padoue (prêtre franciscain et docteur de l'Église)
- Saint Barthélemy des Martyrs (prêtre  dominicain et archevêque de Braga)
- Saint Jean de Britto (prêtre jésuite, missionnaire et martyr)
- Bienheureuse Jeanne de Portugal (laïc)
- Bienheureux Jean Fernandes (jésuite, missionnaire et martyr)
- Bienheureuse Marie Claire de l'Enfant Jésus (religieuse fondatrice des franciscaines hospitalières de l'Immaculée Conception)
- Bienheureux Pierre George  Frassati (laïc)
- Bienheureux Marcel Callo (laïc, scout et martyr)
- Bienheureuse Chiara Badano (laïc du mouvement des Focolari)
- Bienheureux Carlo Acutis (laïc)

## Discours du pape François
Le 2 août, le pape François évoque la « protection de la création » devant le corps diplomatique et les autorités civiles, il parle aussi de l'importance des jeunes pour l'avenir et la nécessité de fraternité. Le 3 août, devant les étudiants portugais, le pape François évoque à nouveau l'urgence climatique et l'écologie intégrale en invoquant le devoir de « reconnaître l’urgence dramatique de prendre soin de la maison commune ». Ensuite, devant les jeunes présents au parc Eduardo VII, François rappelle l'universalité de l'Église en indiquant : « il y a de la place pour tout le monde dans l'Église, pour tout le monde ! » et demande aux jeunes de répéter « Dieu nous aime ». Il termine son homélie lors de la messe du dimanche 6 août en exhortant : « N’ayez pas peur, n’ayez pas peur, courage, n’ayez pas peur ! ». Enfin, lors de la rencontre des volontaires, le pape demande d'être « des surfeurs de l’amour ».

## Participants
Si on dénombre environ 1,5 million de personnes lors de la messe de clôture du dimanche 6 août, 350 000 pèlerins furent inscrits issus de 151 pays différents dont environ 77 000 Espagnols, 59 000 Italiens, 43 000 Portugais et 42 000 Français. Outre les jeunes pèlerins, leurs accompagnateurs et les nombreux volontaires, on note la présence de 688 évêques dont 30 cardinaux ainsi que : 
- la communauté de Taizé à l'église São Domingos,
- la communauté du Chemin Neuf à la basilique d’Estrela,
- Tiago Bettencourt, chanteur portugais,
- Hillsong, groupe de musique australien,
- Les Guetteurs, groupe de musique français, au Campo da Graça,
- de nombreux influenceurs catholiques réunis lors du Festival des influenceurs numériques catholiques[30] dont le père australien Rob Galea, Pitter Di Laura, Jonathan Romie, Pablo Martínez et Missionnaires Shalom.

Parmi les jeunes français, selon La Croix et les 3111 réponses à un sondage effectué avant l'événement, on retrouverait 60% de filles, 75% de jeunes qui assistent à une messe chaque semaine et 51 % d'entre eux auraient pensé à devenir prêtre, religieux ou religieuse. Fervents pratiquants, ils se définissent majoritairement comme de droite (52%) ou d'extrême-droite (14%) et sont plutôt aisés, 87% appartenant à une catégorie socioprofessionnelle supérieure (le coût du voyage étant de 700 à 900 euros).